# Лаокоон
Лаокоон (грч. Λαοκόων) у грчкој митологији је био Тројанац, Акетов син и Аполонов свештеник.

## Митологија
У десетој години тројанског рата Грци су привидно напустили бојиште, односно одустали од опсаде и оставили пред зидинама Троје дрвеног коња, као заветни дар богињи Атени. Лаокоон је покушао да убеди своје суграђане да униште тројанског коња и чак хитнуо копље на њега. Иако је имао своје присталице, грађани Троје су одлучили да га не послушају, већ да уместо тога принесу жртву Посејдону како би уништио непријатељску флоту (која је, према њиховим убеђењима, кренула на пловидбу ка домовини). Жребом је одлучено да жртву принесе Лаокоон. Међутим, он је пре тога наљутио бога Аполона, јер је пред његовим кипом обљубио своју супругу. Зато је бог послао две змије, Порку и Карибеју, које су угушиле Лаокоона и његова два сина, Антифанта и Тимбреја. Тројанци су ово протумачили као казну богиње Атене што се Лаокоон усудио да баци копље на дар њој намењен и зато нису уништили тројанског коња. Према другој причи, змије је заиста и послала Атена. Најпре је ослепела Лаокоона као опомену, али када је он наставио да убеђује људе да униште тројанског коња, послала је и змије које су му убиле синове.

## У уметности
У хеленистичко-римско доба приказивана је смрт Лаокоона и његових синова у ликовној уметности. Скулптуру од мермера извајали су Хагесандар, Антенодор и Полидор.

## Друге личности
Лаоконт или Лаконт се звао и један од Аргонаута.